# Werkgroep voor Tertiaire en Kwartaire Geologie
De Werkgroep voor Tertiaire en Kwartaire Geologie (kortweg WTKG) is een Nederlandse onafhankelijke vereniging, toegankelijk voor iedereen, zowel professionele als niet-professionele geologen, die zijn geïnteresseerd in enig aspect van de Tertiair- en Kwartairgeologie. De vereniging werd in december 1963 opgericht door een aantal niet-professionele paleontologen, afkomstig uit de Nederlandse Jeugdbond voor Natuurstudie. Veel leden hebben zich gespecialiseerd in fossielen van vooral Tertiaire ouderdom, voornamelijk afkomstig uit het Noordzeebekken, het Bekken van Parijs, het Aquitaine-bekken, of andere locaties.
De vereniging geeft twee tijdschriften uit. Er zijn elk jaar een drietal bijeenkomsten met één of meer lezingen en meestal worden er twee excursies georganiseerd (in het voor- en in het najaar). 

## Afzettingen
Afzettingen van de Werkgroep voor Tertiaire en Kwartaire Geologie is een meer populaire kwartaal-uitgave van de vereniging waarin voorlopige onderzoeksresultaten en excursieverslagen worden bekendgemaakt en waarin de jaarverslagen van de vereniging worden gepubliceerd.

## Cainozoic Research
In Cainozoic Research, een uitgave van de WTKG en de Tertiary Research Group, verschijnen 'peer reviewed' wetenschappelijke artikelen.